# Tóparti pókhálósgomba
A tóparti pókhálósgomba (Cortinarius lacustris) a pókhálósgombafélék (Cortinaceae) családjába tartozó, lombhullató erdőkben, főként tölgyesekben előforduló, nem ehető gombafaj.

## Megjelenése
A kalapátmérő 3-5 cm, vöröses-barnás, fahéjbarna színű. A lemezei ritkán állók. Tönkje hengeres, enyhe sárgás gallérzónával, ajlán kissé sötétbarnább. Illata meglehetősen intenzív, retekre, földre emlékeztető. A tönk kálium-hidroxiddal (KOH) sötétlilás-feketés színreakciót ad. Spórái ellipszoid alakúak, méretük 8-11×5-6,5 µm.

## Fordítás
Ez a szócikk részben vagy egészben  a   Cortinarius lacustris című angol Wikipédia-szócikk ezen változatának fordításán alapul.  Az eredeti cikk szerkesztőit annak laptörténete sorolja fel. Ez a jelzés csupán a megfogalmazás eredetét és a szerzői jogokat jelzi, nem szolgál a cikkben szereplő információk forrásmegjelöléseként.